# Obergailbach
Obergailbach település Franciaországban, Moselle megyében. Lakosainak száma 270 fő (2022. január 1.). Obergailbach Bliesbruck, Erching, Gros-Réderching és Rimling községekkel határos.

## Népesség
A település népességének változása:
| Lakosok száma | 228  | 250  | 264  | 299  | 323  | 331  | 304  | 283  | 279  | 270  |
|               | 1968 | 1982 | 1990 | 2006 | 2013 | 2015 | 2017 | 2019 | 2020 | 2022 |